# Prost AP02
El Prost AP02 fue el coche con el que compitió el equipo Prost de Fórmula 1 en la temporada 1999 de Fórmula 1. Lo conducían Olivier Panis, en su sexta temporada con el equipo (incluido Ligier), y Jarno Trulli, en su segunda temporada completa con el equipo.
Después de la dramática caída del equipo en 1998, la temporada 1999 marcó una pequeña mejora en su forma. John Barnard, que había diseñado los McLarens ganadores del campeonato de Prost a mediados de la década de 1980, fue contratado para ayudar a desarrollar el coche. El coche mostró destellos de promesa, especialmente cuando Trulli logró su primer podio en el Gran Premio de Europa de 1999 en mojado. El italiano se mudó a Jordan para reemplazar al retirado Damon Hill en 2000, mientras que Panis soportó otro año frustrante, a menudo decepcionado por la confiabilidad y dejó el equipo al final de la temporada para unirse a McLaren como piloto de pruebas.
El equipo acabó séptimo en el Campeonato de Constructores, con nueve puntos.
Más tarde, el AP02 se hizo famoso por ser el primer coche de F1 conducido por el futuro campeón mundial Jenson Button en una sesión de prueba oficial, en diciembre de 1999.
Prost utilizó los logotipos de 'Gauloises', excepto en los Grandes Premios de Francia, Gran Bretaña y Bélgica.

## Resultados
(Clave) (negrita indica pole position) (cursiva indica vuelta rápida)

| Año     | Motor       | Neu. | N.º | Pilotos       | 1   | 2   | 3   | 4   | 5   | 6   | 7   | 8   | 9   | 10  | 11  | 12  | 13  | 14  | 15  | 16  | Puntos | Pos. |
| ------- | ----------- | ---- | --- | ------------- | --- | --- | --- | --- | --- | --- | --- | --- | --- | --- | --- | --- | --- | --- | --- | --- | ------ | ---- |
| 1999    | Peugeot V10 | B    |     |               | AUS | BRA | SMR | MON | ESP | CAN | FRA | GBR | AUT | GER | HUN | BEL | ITA | EUR | MYS | JPN | 9      | 7º   |
| 1999    | Peugeot V10 | B    | 18  | Olivier Panis | Ret | 6   | Ret | Ret | Ret | 9   | 8   | 13  | 10  | 6   | 10  | 13  | 11  | 9   | Ret | Ret | 9      | 7º   |
| 1999    | Peugeot V10 | B    | 19  | Jarno Trulli  | Ret | Ret | Ret | 7   | 6   | Ret | 7   | 9   | 7   | Ret | 8   | 12  | Ret | 2   | DNS | Ret | 9      | 7º   |
| Fuente: |             |      |     |               |     |     |     |     |     |     |     |     |     |     |     |     |     |     |     |     |        |      |